# Goatrance
Goatrance är en form av den elektroniska musikgenren trance. Musikstilen har sin grund i den indiska delstaten Goa, därav namnet. Exempel på goamusiker är Astral Projection, Infected Mushroom och Man With No Name. 
Goatrance bygger i grunden på en relativt mörk basgång som sedan byggs på med ljusa ljudslingor. Till skillnad från techno har goatrancen mer eller mindre en refräng. Refrängen inleds ofta med långa ljusa ljudslingor utan att basen är med (så kallade 'breaks'). Goatrance är snarlikt efterföljaren psykedelisk trance. Skillnaderna dem emellan är svåra att beskriva, men goa trance tenderar att låta mer orientaliskt, mer melodiskt och mindre metalliskt i sitt ljud. 
Under 1990-talet dominerade Tyskland och England i tillverkningen av goatrance i studior med hjälp av syntar och kraftfulla datorer. Numera kan goatrance skapas på persondatorer i avancerade musikprogram.